# (727) Ниппония
(727) Ниппония (лат. Nipponia) — астероид главного пояса, который принадлежит к тёмному спектральному классу D и входит в состав семейства Марии. Он был открытый 11 февраля 1912 года немецким астрономом Адамом Массингером в обсерватории Хайдельберг и назван в честь самоназвания Японии.

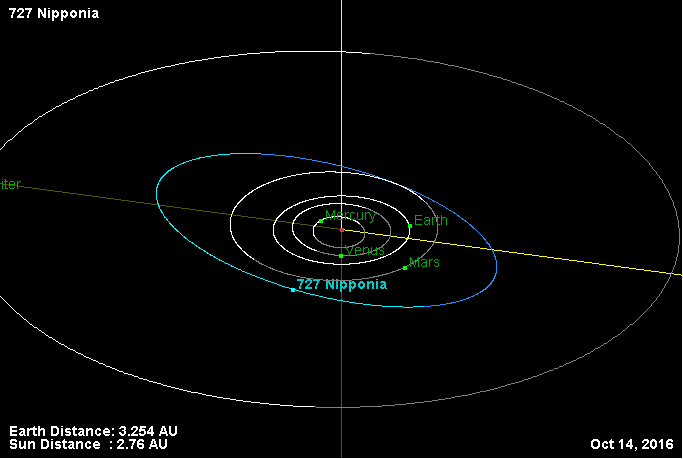
Орбита астероида Ниппония и его положение в Солнечной системе

Ниппония первоначально была обнаружена японским астрономом Сином Хираямой в обсерватории города Токио ещё 6 марта 1900 года. Однако, Син Хираяма не смог определить орбиту этого тела и астероид был потерян. Заново он был открыт спустя 11 лет в Германии. Астероид № 727 был первым астероидом, открытым в Японии, поэтому он был назван словом «Ниппония», которое является самоназванием Японии.